# درع الاتحاد السوري
درع الاتحاد السوري هي بطولة استحدثها الاتحاد السوري لكرة القدم، وستقام نسختها الأولى هذا الموسم ، وتبدأ مبارياتها بتاريخ 23-9-2024، وتستمر حتى 11-10-2024.
وتشارك أندية الدوري الممتاز في البطولة الجديدة "درع الاتحاد"، التي ستقام بنظام خروج المغلوب من مرحلة واحدة.
ينص نظام البطولة أيضًا على السماح لأي لاعب لم يوقع مع أي نادي بالمشاركة مع أي فريق يريده. باعتبار أن المسابقة تعتبر دورة تحضيرية للموسم القادم، على أن يرسل النادي قائمة اسمية بأسماء لاعبيه قبل أسبوع من انطلاق البطولة. كما أوضح الاتحاد أنه سمح للاعبين من مواليد 2007 وما فوق بالمشاركة في البطولة. حيث إن الهدف الرئيسي من البطولة هو تحضير الأندية للموسم المقبل ودخولها في جو التنافسية

## تاريخ البطولة
بمشاركة 12 ناديا تنطلق فعاليات النسخة الرسمية الأولى من بطولة درع الاتحاد السوري هذا الموسم 2025/2024
وتخوض الفرق صاحبة الترتيب من البطولة الجديدة ستُقام بنظام يقسم الفرق المشاركة إلى مجموعتين، حيث سيتم توزيعها اعتمادًا على ترتيب الفرق في الموسم السابق.
وستضم المجموعة الأولى الفرق التي احتلت الترتيب الأول والثالث والخامس والسابع والتاسع والحادي عشر، بينما ستضم المجموعة الثانية الفرق التي احتلت الترتيب الثاني والرابع والسادس والثامن والعاشر والثاني عشر. وستلعب الفرق بنظام الدوري.
على أن يتأهل بطل كل مجموعة إلى المباراة النهائية للعب على درع الاتحاد. وستقام المباريات على أرض الفريق صاحب الاسم الأول في القرعة، باستثناء المباراة النهائية التي ستلعب في العاصمة دمشق.

## الأندية المشاركة في موسم (2024-2025)
| رقم | فريق    | المحافظة  |
| 1   | الوحدة  | دمشق      |
| 2   | الجيش   | دمشق      |
| 3   | الشرطة  | دمشق      |
| 4   | الأهلي  | حلب       |
| 5   | الكرامة | حمص       |
| 6   | الوثبة  | حمص       |
| 7   | الفتوة  | دير الزور |
| 8   | الطليعة | حماة      |
| 9   | تشرين   | اللاذقية  |
| 10  | حطين    | اللاذقية  |
| 11  | جبلة    | اللاذقية  |
| 12  | الشعلة  | درعا      |

## سجل الأبطال
| رقم | النادي | البطل | الوصيف | مواسم البطولة |
| --- | ------ | ----- | ------ | ------------- |
| 1   | الوحدة | 1     | 0      | 2024          |

## سجل المباريات النهائية
جدول يظهر نتائج المباريات النهائية لمسابقة درع الاتحاد لكرة القدم.
| موسم    | البطل  | النتيجة | الوصيف |
| 25-2024 | الوحدة | 3 - 0   | حطين   |